# Сокольское (Днепропетровская область)
Сокольское (укр. Сокільське) — село,
Алексеевский сельский совет,
Юрьевский район,
Днепропетровская область,
Украина.
Код КОАТУУ — 1225980317. Население по переписи 2001 года составляло 167 человек.

## Географическое положение
Село Сокольское находится на левом берегу безымянной пересыхающей речушки,
на противоположном берегу — село Новочерноглазовское.
На расстоянии в 1,5 км расположено село Новоивановское.